# Aphanoneura
Aphanoneura – problematyczny takson obejmujący ponad 30 gatunków, wyróżniany w obrębie pierścienic (Annelida), obejmujący rodziny:
- Aeolosomatidae,
- Potamodrilidae.

Są to bardzo drobne, głównie słodkowodne zwierzęta charakteryzujące się prymitywnymi cechami budowy, w tym brakiem parapodiów. Długość ich ciała zwykle nie przekracza 1 mm, choć spotykane są osobniki o długości sięgającej 10 mm oraz łańcuchy zooidów długości kilku milimetrów. Nieliczne występują w wodach słonych. Są hermafrodytami, ale większość rozmnaża się bezpłciowo (niekompletna paratomia).
Ich pozycja taksonomiczna nie jest jasna. Zaliczano je do bezsiodełkowców (Aclitellata), skąposzczetów (Oligochaeta), wieloszczetów (Polychaeta) lub klasyfikowano jako odrębną gromadę pierścienic.
Badania genetyczne wskazują na monofiletyzm Aeolosomatidae i Potamodrilidae. Obydwie rodziny uznawane są za taksony siostrzane.
W faunie Polski występuje 13 gatunków z tej grupy, z czego tylko jeden z rodziny Potamodrilidae.